# Engineering Test Satellite VII
Der Engineering Test Satellite VII (ETS-VII) oder KIKU-7 war ein aus zwei Satelliten bestehendes Experiment der japanischen Raumfahrtagentur NASDA. ETS wurde am 27. November 1997 (Ortszeit:28. November) vom Tanegashima Space Center mit einer H-II-Rakete gestartet. Das Gewicht der Satelliten betrug 2.860 kg. Die Hauptmission dauerte ca. 1,5 Jahre.

## Mission
Der Zweck des Experimentalsatelliten war das Sammeln von Erfahrung bei Docking-Manövern und robotischen Tests im Weltraum für künftige Missionen. Hierzu bestand er aus zwei Satelliten namens Hikoboshi (Chaser) und Orihime (Target), die sich nach dem Start trennten. Ziel war es, mit dem Chaser-Satelliten an den Target-Satelliten anzudocken. Das Dockingmanöver wurde sowohl mit automatischer als auch manueller Steuerung erfolgreich ausgeführt. Die Satelliten sind nach einem Liebespaar des Tanabata-Festes benannt.
Für die robotischen Experimente stand ein von der Erde aus gesteuerter Roboterarm zur Verfügung, der zum Beispiel zur Handhabung von kleinen Gegenständen verwendet wurde. Es handelte sich um den ersten mit einem Roboterarm ausgestatteten Satelliten.
Das Deutsche Zentrum für Luft- und Raumfahrt (DLR) sowie das  Institut für Robotik und Systemdynamik der Universität Dortmund waren vom 19. bis 21. April 1999 mit Experimenten zur Steuerung des Roboterarms mit Datenhandschuh und der DLR-Space-Mouse beteiligt. Ziel war es, den Arm ohne spezielle technische Kenntnisse zu bewegen und Gegenstände einfach zu verschieben oder zu platzieren. Es wurden auch Simulationen zur Bahnbewegung in Echtzeit überprüft und Kenntnisse für künftige Reparatursatelliten gewonnen. Das deutsche Projekt wurde GETEX (GErman Technology EXperiment on ETS-VII) genannt. Es wurden mehr wissenschaftliche Daten als geplant gewonnen.